# Cingoli
Cingoli (Cingulum under Romerska republiken) är en ort och kommun i provinsen Macerata i regionen Marche i Italien. Kommunen hade 10 082 invånare (2018) och gränsar till kommunerna Apiro, Appignano, Filottrano, Jesi, San Severino Marche, Staffolo och Treia.
Grundandet av staden skall ha skett av Titus Labienus, en av Caesars generaler under dennes fälttåg i Gallien.